# فنتون، لیندسی غربی
فنتون (به انگلیسی: Fenton) یک روستا و محله مدنی در بریتانیا است که در West Lindsey واقع شده‌است. فنتون ۲۹۷ نفر جمعیت دارد.